# Manfredonia

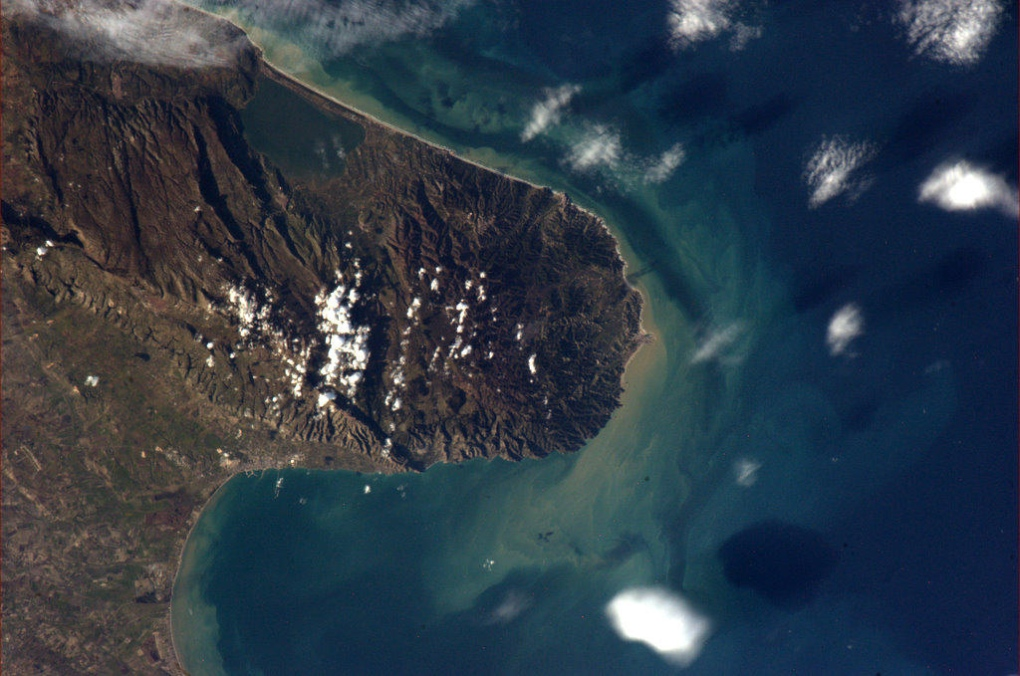
Vista de satélite del golfo de Manfredonia y la península del Gargano

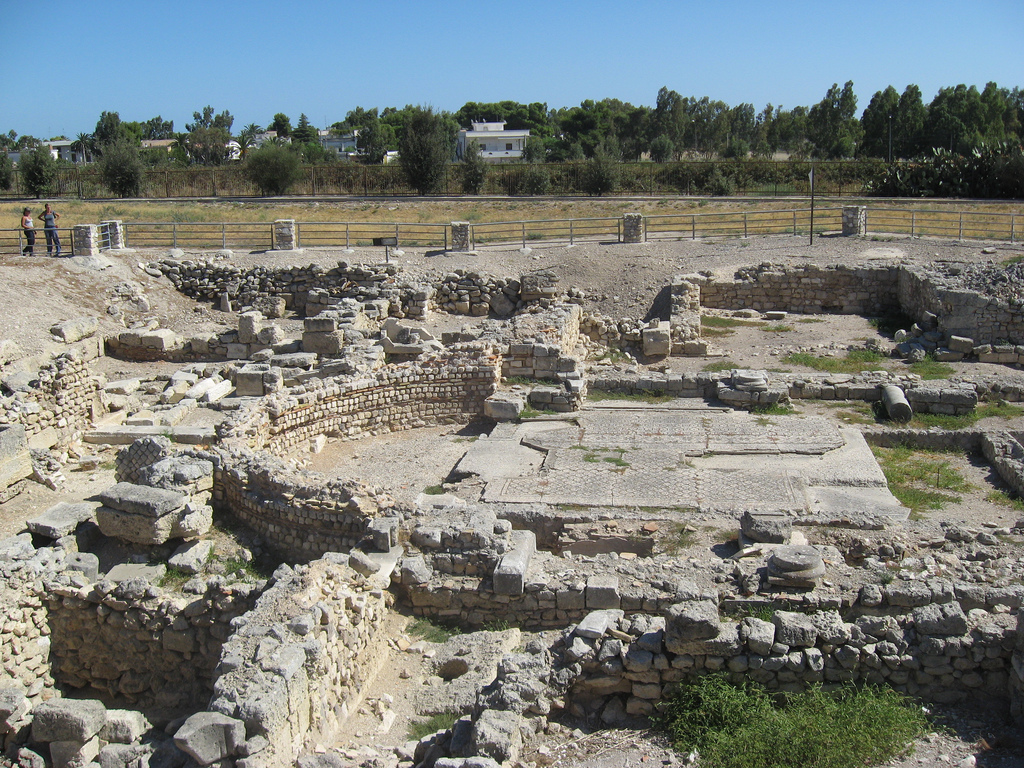
Yacimiento arqueológico de Siponto, Manfredonia

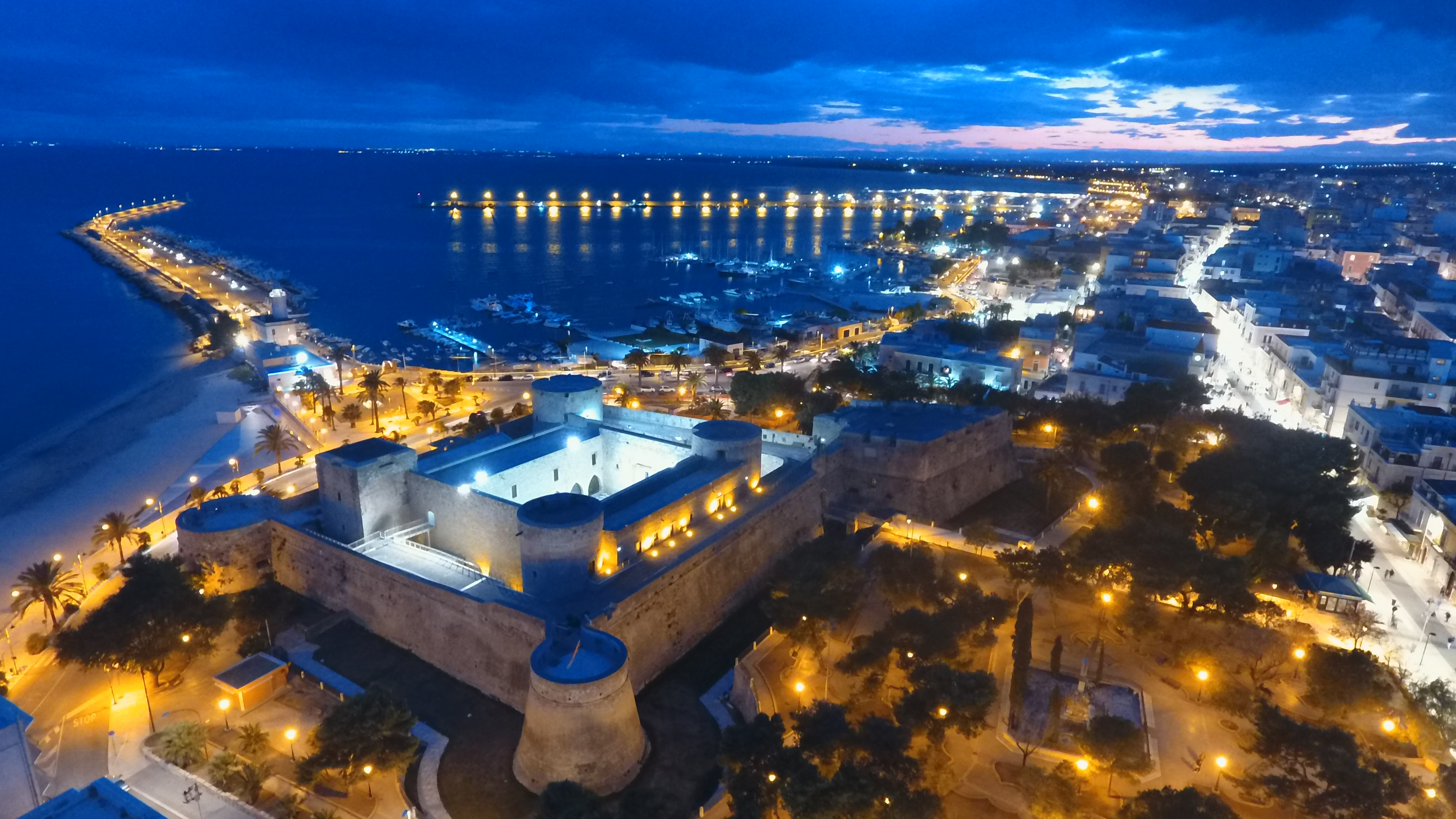
Vista nocturna del castillo de Manfredonia

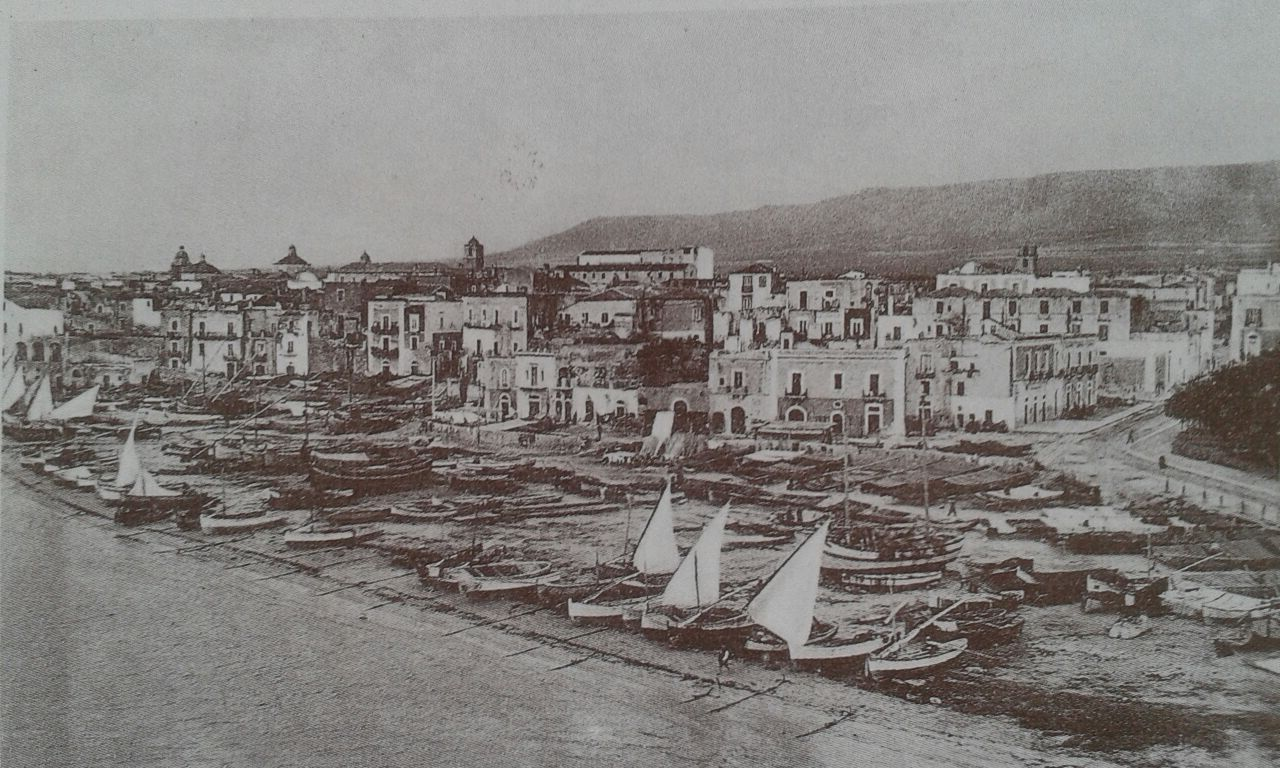
Manfredonia - Panorama - 1900

Manfredonia es una localidad y comune italiana de la provincia de Foggia, región de Apulia, con 57.215 habitantes.
La ciudad debe su nombre a Manfredo de Sicilia, que la fundó en el siglo XIII después de la desaparición de la antigua ciudad de griego-romana de Siponto.

## Historia

### La antigua Siponto
De la antigua ciudad dauniana de Siponto procede Manfredonia. Siponto situada justo detrás de la ciudad actual, algunas campañas de excavación han sacado a la luz parte de las estructuras medievales, que pueden visitarse en lo que constituye uno de los yacimientos arqueológicos de la zona.
Numerosos restos arqueológicos, de los cuales los más significativos son las estelas daunienses (artefactos referidos a la antigua civilización dauniense, siglos VIII-VI a. C.) atestiguan que la llanura al sur del Gargano y la costa del Golfo estuvieron habitadas desde el Neolítico. El asentamiento dauniano que más tarde se helenizó, convirtiéndose en uno de los puertos más importantes del norte de la Magna Grecia y luego de la Regio II, en época romana. Conquistada primero por los samnitas y luego por Alejandro I en el 335 a. C. El mito de su fundación por el héroe homérico Diomedes se remonta a la época griega. Se convirtió en colonia romana en el 189 a. C., manteniendo viva su importancia estratégica, militar, cultural y comercial.
Fue uno de los primeros obispados de la cristiandad, centro de primera importancia entre los siglos IV y V. Entre las estructuras actualmente conocidas se encuentra una basílica paleocristiana. Disputada durante mucho tiempo por lombardos y bizantinos, fue destruida por Bizancio en el siglo VII, durante el reinado de Constante II. Reconstruida, fue brevemente posesión sarracena en el siglo IX; luego se convirtió en la sede de uno de los 12 condados normandos[19].
Sufrió graves destrozos a causa de los terremotos de 1223 y 1255, que probablemente provocaron los fenómenos de bradisísmo (movimientos de ascenso/descenso del suelo) que causaron la ruina de la ciudad.

### Edad Media

#### Fundación de Manfredonia
En enero de 1256, el príncipe de Tarento, Manfredo, llegó a Siponto durante un viaje de caza por el Gargano. Encontró la ciudad destruida y a sus habitantes obligados a vivir en casas que ya no eran habitables, en una zona asolada por la malaria debido a los pantanos. Por ello, decidió reconstruir la ciudad tres kilómetros al norte del asentamiento original, donde algunas fuentes ya atestiguan la presencia de viviendas. Sus intenciones eran dobles: por un lado, crear uno de los centros de gobierno más importantes de todo el reino, según los evolucionados cánones administrativos ya consolidados por su padre, el emperador Federico II, y por otro, guarnecer el territorio cuya posición era también estratégica por su proximidad al Oriente bizantino.
Le dio su propio nombre como signo de futuro prestigio, honor y poder. En marzo, las obras fueron confiadas al maestro de obras Marino Capece, que reutilizó las ruinas de la antigua ciudad y organizó la importación de madera, cal, piedra y arena por mar desde Schiavonia. En total se emplearon 700 trabajadores y muchos bueyes. El 23 de abril de 1256, día de San Jorge, se colocó la primera piedra y en 1257, cuando el Parlamento de Apulia se reunió en Barletta, Manfred, que se había convertido en rey de Sicilia en 1258, obtuvo permiso para construir la nueva ciudad a expensas del tesoro real y de sus fondos privados. En noviembre de 1263 se entregó el Datum Orte, el acta notarial con el que se reconocía oficialmente la ciudad. Posteriormente, Manfred confió la obra a su tío Manfredi Maletta.
A principios de 1258, se había construido la mitad de las murallas que daban al mar y al interior, con fuertes y baluartes, la gran torre de San Francisco, la pequeña iglesia de la Magdalena y la gran campana, cuyo sonido podía oírse a distancias considerables, para convocar a los pocos habitantes de Manfredonia en caso de peligro. En 1264, Manfredi inauguró solemnemente el castillo y la ciudad.
Se tiene constancia de una fuerte presencia judía desde su fundación, comunidad que ya habitaba la antigua ciudad de Siponto desde el siglo VIII y que se trasladó allí por invitación del rey suevo. Sintéticamente, se puede afirmar con certeza que la presencia de la comunidad judía está atestiguada al menos hasta 1540, cuando el emperador Carlos V de Habsburgo decretó la expulsión de los judíos del reino. Entre los judíos presentes en Manfredonia se encuentra Raffaele Cohen de Lunel, para quien en 1472 Judah Ben Salomon de Camerino copió la obra Sefer Yosippon

#### La época angevina
Las primeras décadas de la dominación angevina se caracterizaron por una intensa actividad de construcción de estructuras civiles y religiosas y de infraestructuras útiles para la economía de la ciudad. De hecho, de esta época data la construcción de las murallas, el castillo, el puerto y una torre para su servicio. Las murallas que perimetran la ciudad, de unos dos kilómetros de largo, se construyeron con especial rapidez: toda la obra se terminó en cinco años.
En 1269, Carlos I confirmó los privilegios que Manfred había concedido a la ciudad. El 7 de febrero de 1270 comenzaron las obras de la nueva catedral bajo la dirección del arzobispo Juan VII (Flecha de Ravello).
En 1272, el papa Gregorio X visitó Manfredonia; en esta ocasión, Carlos I, por consejo del papa, hizo colocar una placa en Porta Puglia y rebautizó la nueva ciudad con el nombre de Sypontum Novellum o Sipontum Nova, nombre que, sin embargo, no llegó a consolidarse.
El 7 de mayo de 1273, hizo construir a expensas de la ciudad una torre del homenaje adicional en el lado norte y mejoró las murallas de dos órdenes, haciéndolas practicables mediante la construcción de un camino entre la primera y la segunda muralla; entre 1279 y 1282, el castillo se completó con murallas, muros y foso.
En 1274 se terminó de construir la catedral. Desde la época de la primera fundación de la ciudad, surgieron disputas, que duraron al menos hasta 1327, sobre la jurisdicción eclesiástica, debido a la ya presente y más antigua diócesis de Siponto. A este respecto[25] Sarnelli informa de que la «vetere Siponto» seguía habitada en 1327. «Pero no abandonaron la catedral de Santa María de la antigua Siponto, que era la metropolitana, y estaba con la cómoda habitación para los canónigos y el arzobispo. Parte de los canónigos permanecieron allí para oficiar, y parte comenzaron a vivir en la nueva Siponto, o Manfredonia"[26].
Carlos II, sucesor de Carlos I, hizo erigir tres torres más a lo largo de las murallas y modificó el diseño original del castillo con el uso del sistema francés para disponer de una mejor defensa. En 1292, estableció los límites de la ciudad y arregló las defensas; en 1299, comenzaron las obras de construcción del puerto y del episcopio, que no finalizarían hasta 1316.
La ciudad perdió parte de sus privilegios y en 1300, con el traslado de la sede de la Gran Magistratura a San Severo, perdió también el título de capital de Apulia (Apuliae caput). A pesar de ello, la ciudad iba camino de convertirse en el centro comercial más importante de Capitanata, al encontrarse en una posición muy útil para el comercio marítimo. La importancia estratégica del puerto sipontino queda atestiguada por los numerosos viajes de la realeza angevina: en 1309, Carlos Roberto de Anjou se embarcó allí para ocupar el trono húngaro por derecho de sucesión; el 31 de julio de 1333, Carlos Roberto y su hijo Andrés desembarcaron en Manfredonia; en 1344, la reina Isabel, tercera esposa de Carlos Roberto, se embarcó para llegar a Visegrád, Hungría. La dinastía húngara se instaló en Manfredonia, convirtiendo el puerto en la base de sus operaciones militares: Luis I el Grande, rey de Hungría, desembarcó con su ejército el 18 de septiembre de 1345 tras el asesinato de su hermano Andrés.
El 6 de mayo de 1380, el golfo de Manfredonia fue escenario de una encarnizada batalla naval entre las flotas genovesa y veneciana: la primera se impuso y tomó prisionero al almirante de la Serenísima Matteo Giustiniani. El 13 de agosto de 1380, el famoso almirante veneciano Vettor Pisani murió en Manfredonia, mientras su armada estaba anclada en el golfo de Manfredonia.

#### El periodo aragonés
Durante el siglo XV, los aragoneses, para adaptarse a los tiempos y a las nuevas tácticas defensivas, construyeron más torres. De 1424 a 1435, Manfredonia fue concedida como condado a Francesco Sforza.
A partir de mediados del siglo XV, siguiendo la línea política española, adoptada en todo el Sur, con el rey Alfonso, la ciudad de Manfredonia comenzó a empobrecerse y agobió a sus habitantes con tributos, impuestos y levas. Lo mismo hicieron los aragoneses, los austriacos y los Borbones. En 1444, la ciudad tuvo que pagar los gastos de la coronación del rey Alfonso; en 1459, el rey Fernando entregó Manfredonia y otras ciudades de Apulia como vasallos a los venecianos. En 1463, la ciudad fue saqueada por el propio Fernando.
En 1503, los franceses ocuparon Nápoles y numerosas ciudades del reino. Sólo Manfredonia y Tarento permanecieron leales a Federico de Aragón hasta el final. Durante la disputa entre Venecia y Aragón, la primera conquistó los principales puertos de Apulia, incluida Manfredonia, que fue empeñada por Fernando II de Aragón.

### La Edad Moderna

#### El periodo español siglos XVI-XVII
En Manfredonia vivían Cesare y Guido Fieramosca cuando el mariscal francés Lautrec invadió el reino de Nápoles. Guido luchaba contra los venecianos en Apulia. Manfredonia fue defendida por Carlotto di Parma conocido como el Caballero, Alessio Lascari, Pier Luigi Farnese y el propio Fieramosca. Tres ciudades resistieron a Francia: Manfredonia, Gaeta y Nápoles. Lautrec, incapaz de conquistar Manfredonia, asaltó los alrededores hasta que uno de los barcos que apoyaban las operaciones francesas fue alcanzado por los cañones de la Torre de San Francesco. Manfredonia resistió el asedio francés en 1528 y fue retenida por el emperador Carlos V, quien, para aliviarla y recompensar su lealtad, reconfirmó sus antiguos privilegios y exenciones en 1533. Bajo el reinado de Carlos V, la ciudad disfrutó de un periodo de feliz progreso y prosperidad.
Pedro Téllez-Girón y de la Cueva fue depuesto del rango de virrey de Nápoles por Felipe III de España. Éste animó a los otomanos a venir al sur prometiéndoles el apoyo del pueblo napolitano, y así, el 16 de agosto de 1620, armados con 56 galeras al mando de Damat Halil Pasha, desembarcaron cerca de Manfredonia, en «Chiancamasitto».
Al ver que los defensores no estaban preparados, lograron conquistar rápidamente las murallas y los bastiones, desde los que abrieron fuego contra el castillo. Las monjas de los conventos, junto con los demás ciudadanos, se refugiaron en el castillo y, tras resistir durante tres días, agotadas por el hambre y sin esperanzas de ser rescatadas, capitularon el 18 de agosto de 1620. Durante el asalto murieron quinientos manfredonios y setecientos otomanos. La ciudad fue salvajemente saqueada y destruida, no quedando mucho de la ciudad medieval, que había resistido valientemente a Lautrec años antes. La antigua catedral gótica de tres naves quedó destruida y los archivos más importantes fueron dañados por las llamas.
El botín de los turcos fueron 36 cañones de bronce, todas las campanas de la iglesia, una estatua de plata de San Lorenzo Maiorano, oro, plata, ropa, libros, trigo, cereales, etc. El ejército turco fue destruido. Muchos documentos importantes fueron destruidos, el cuerpo de San Lorenzo Maiorano fue quemado (sólo quedó su brazo derecho). La iglesia de San Marcos, cercana a la antigua catedral, sufrió ligeros daños y sustituyó a la iglesia matriz hasta la construcción de la nueva catedral en 1640. Se hicieron varios prisioneros, entre ellos la joven Giacoma Beccarino, doncella aristocrática de notable belleza, que fue llevada a Turquía como regalo al sultán, que quedó fascinado por ella. Se convirtió en su esposa, con la que tuvo al heredero al trono (que murió muy joven). Beccarino vivió prisionera y envió una carta a las monjas clarisas de Manfredonia, donde vivía desde hacía años, pidiendo noticias de sus padres (fallecidos durante el saqueo) y dos retratos: el suyo y el de su niñera.
El saqueo de los turcos dañó especialmente la ciudad, destruyendo importantes edificios y propiedades. El arzobispo sipontino Aníbal, que había bajado de las montañas del Gargano donde se había refugiado, observó que la avalancha turca no había dejado más que ruinas, desolación, luto y miseria. Ayudado por el cardenal, el virrey Borgia, obtuvo franquicias por treinta años para los manfredonios desaparecidos. En 1624 se reconstruyó la catedral y en 1644 el nuevo seminario. Pero el terremoto del Gargano de 1646 causó nuevos daños a la catedral (especialmente a su campanario), al hospital, así como a varios palacios y conventos[27]. Gran ayuda en la reconstrucción prestó el arzobispo cardenal Orsini (más tarde papa Benedicto XIII), que gobernó la diócesis sipontina de 1675 a 1680.

#### ElsigloXVIII
En 1737 Manfredonia tenía una población de 536 habitantes y en 1749 de 3238. La educación pública estaba a cargo de un solo maestro, cuya remuneración ascendía a 12 ducados anuales en 1754.
En 1783, por orden del arzobispo, con un coste de 200 ducados, el cementerio situado en el centro de la ciudad, cerca de la catedral, fue trasladado a su ubicación actual, cerca de la iglesia de Santa Maria dell'Umiltà. El primer plano de la ciudad de Manfredonia fue elaborado por el alcalde Giacinto Cipriano el 22 de abril de 1787[cita requerida] y se establecieron los límites del territorio, que tocaba la antigua Salpi (actualmente cerca de Zapponeta) y se extendía hacia Apulia hasta Borgo Mezzanone, a más de 40 km de la ciudad, Ramatola con Santa Tecla, Farano, Ciminiera, Coppolachiatta, Colonnelle y bajo los montes Gargano y hacia Macchia (en la actualidad sólo una fracción del municipio de Monte Sant'Angelo).
En diciembre de 1798, para huir tanto de las amenazas de los flecos más exaltados de los jacobinos napolitanos (galvanizados por el avance de Napoleón en el reino de Nápoles) como de las tropas francesas comandadas por el general Championnet (que probablemente las encarcelarían), las princesas Adelaida y Vittoria di Borbone (hijas del rey francés Luis XV y tías del guillotinado Luis XVI) abandonaron el Palacio Real de Caserta (donde vivían bajo la protección del rey de Nápoles, Fernando I, que entretanto había huido a Sicilia) y, tras innumerables peripecias, llegaron a Manfredonia, donde debían embarcar rumbo a Trieste. Desgraciadamente, cuando llegaron, el velero ya había zarpado y las dos princesas reales (junto con su séquito y siete escoltas), gracias al interés del embajador napolitano ante la corte austriaca, el marqués De Gallo, encontraron un alojamiento precario en un edificio derruido de la costa de Manfredonia[29].

## Monumentos

### Arquitectura religiosa

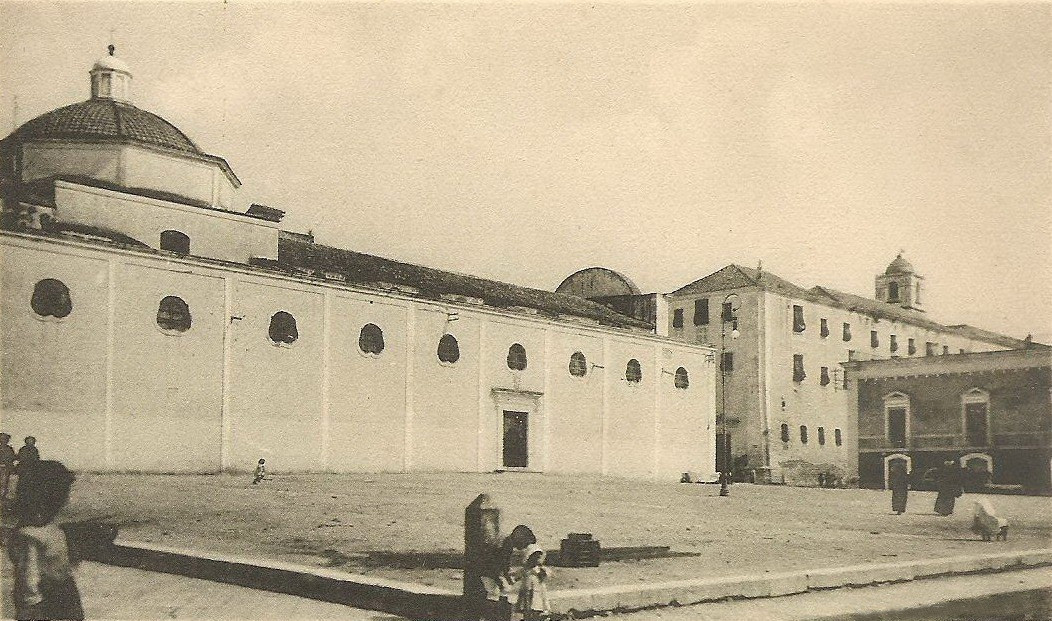
Catedral de Manfredonia (lado plaza del Duomo, primeros del s. XX)

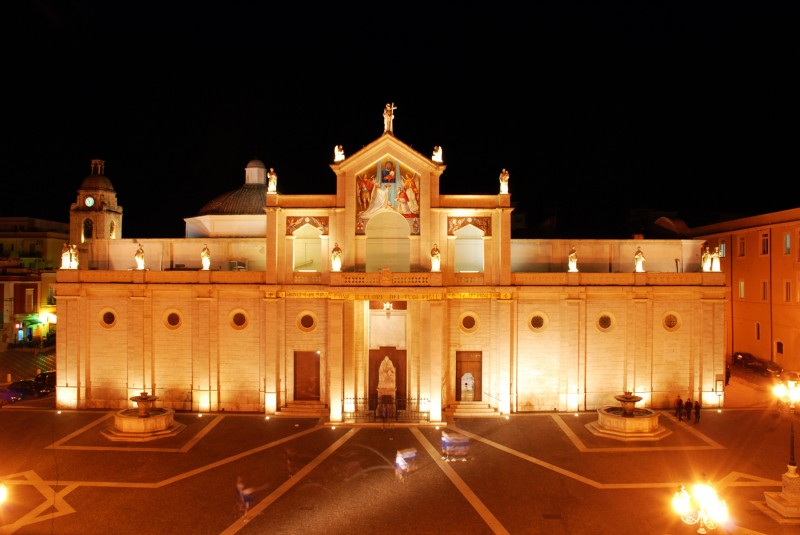
Fachada lateral de la catedral realizada de la segunda mitad del s. XX

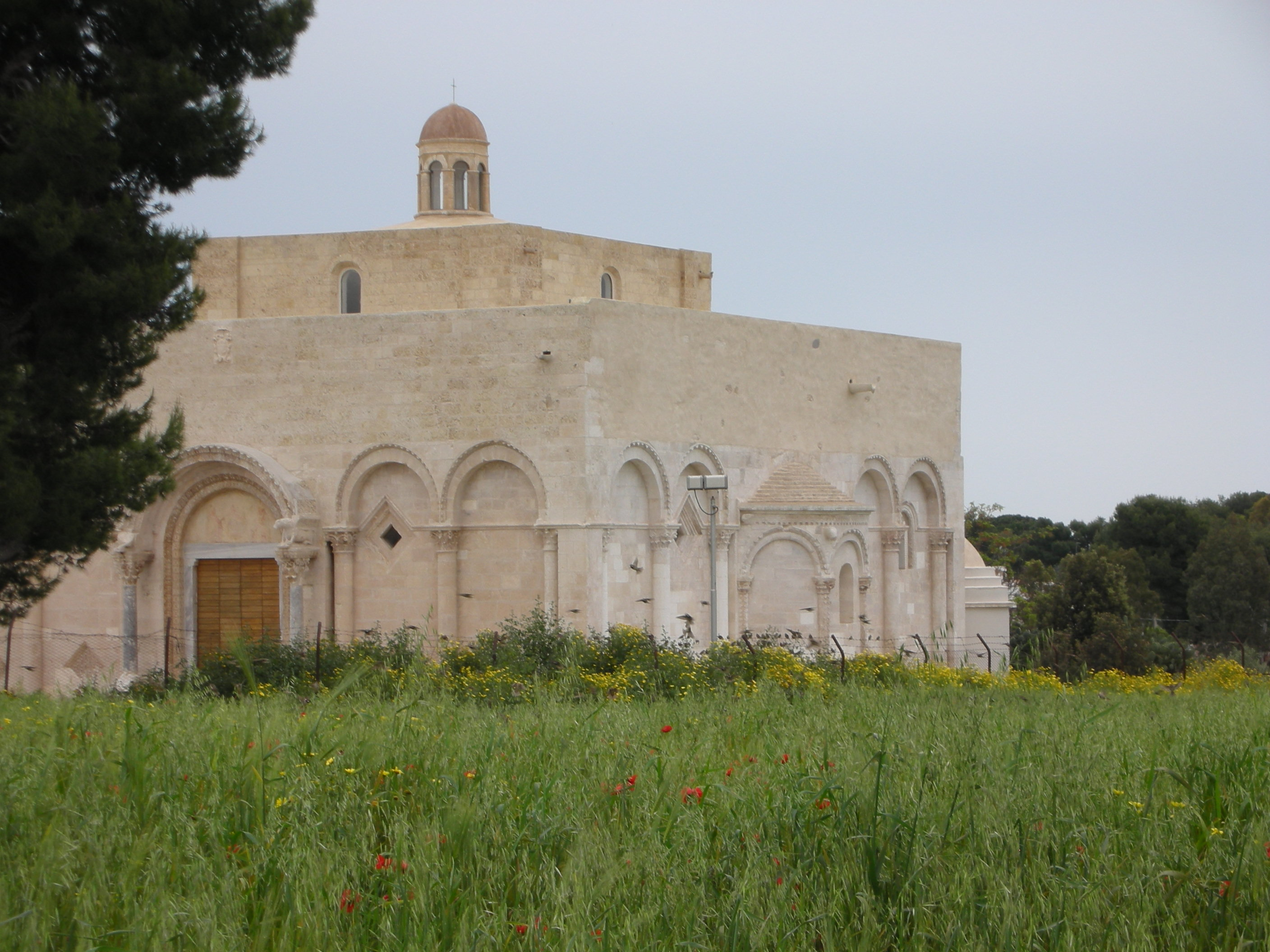
Basílica Santa María la Mayor de Siponto

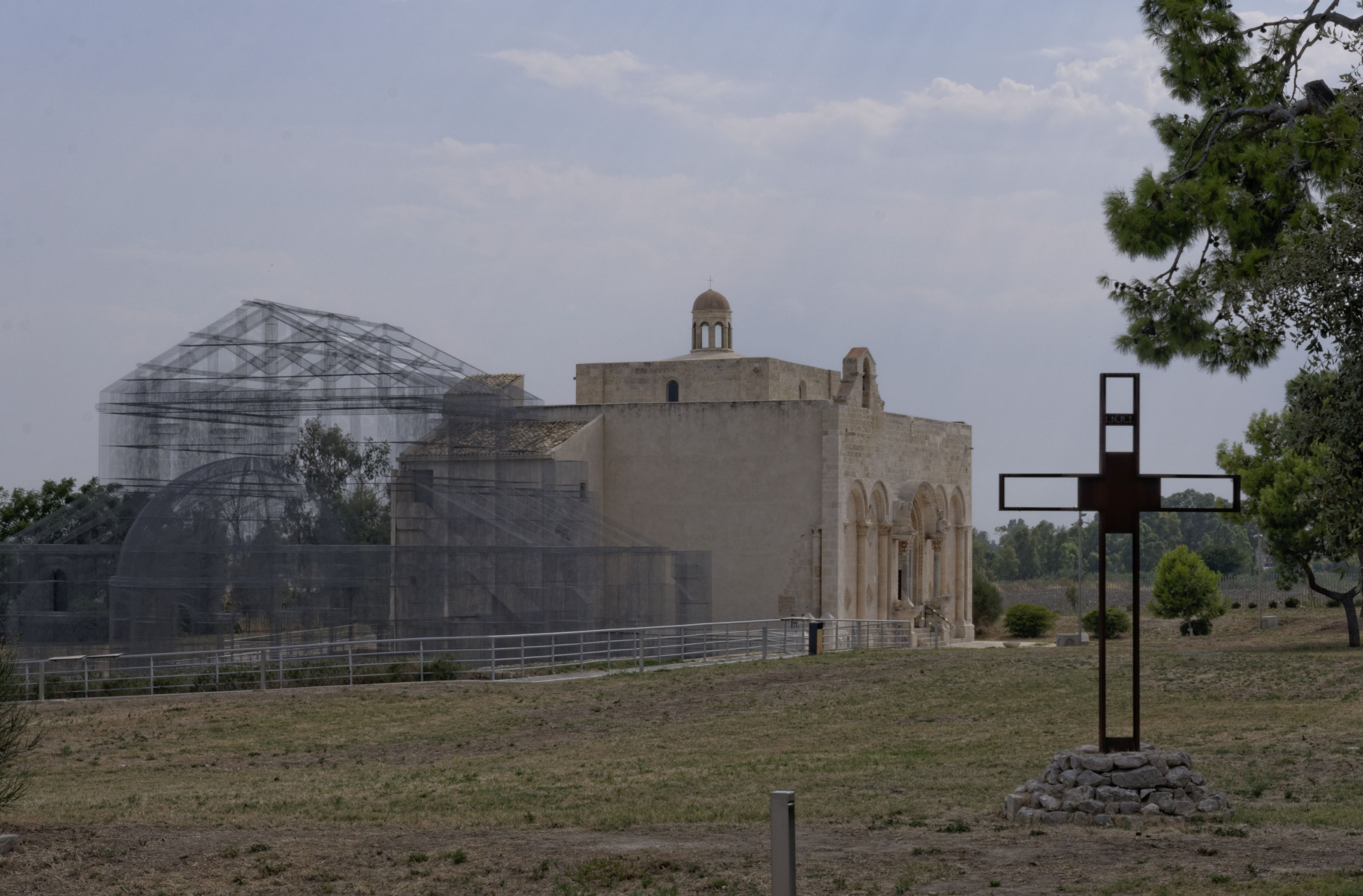
Reconstrucción de la Iglesia paleocristiana

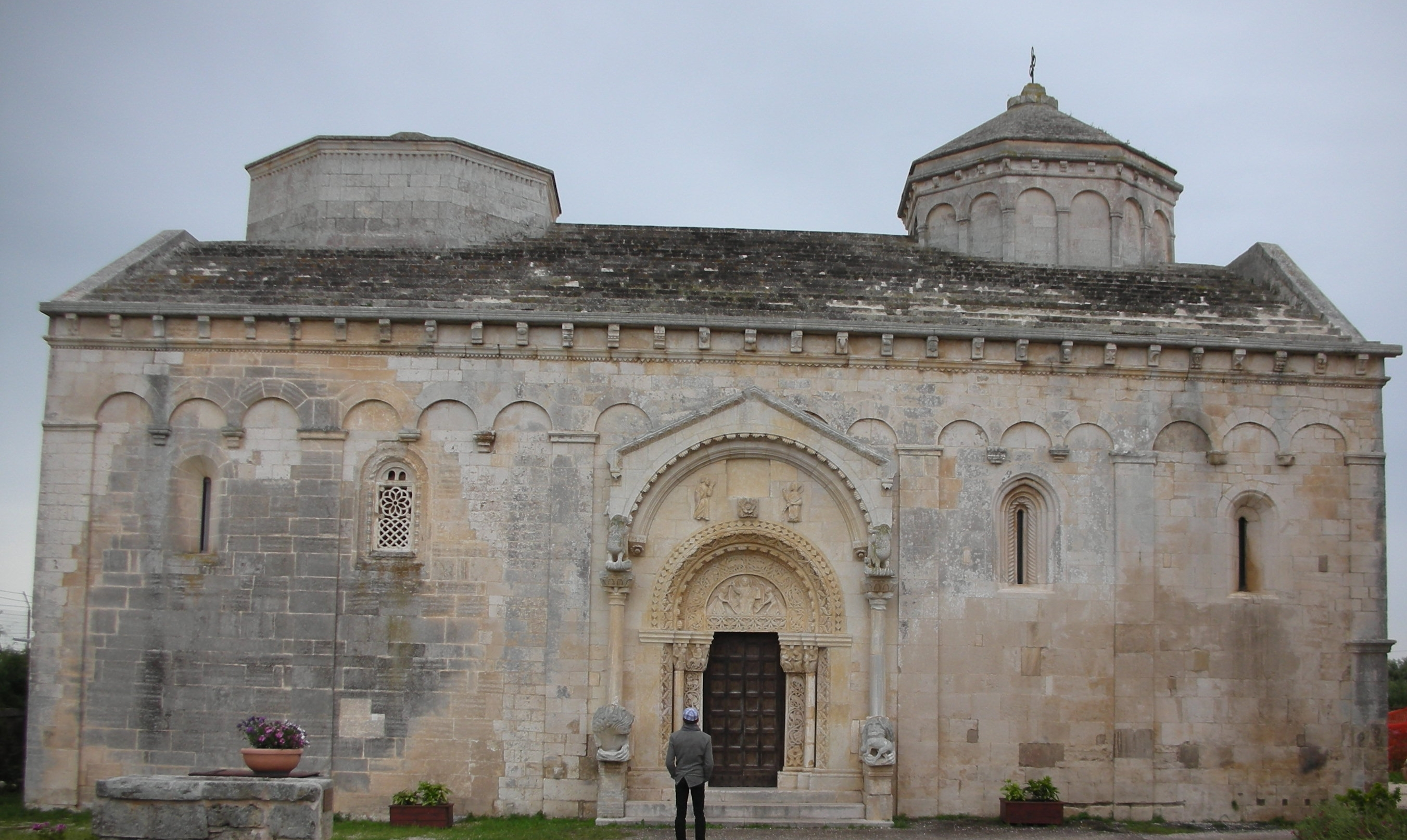
Abadía de San Leonardo

#### La catedral de San Lorenzo
Dedicada a San Lorenzo Maiorano, patrón de la ciudad, que fue obispo de Siponto (finales del siglo V y mediados del VI), se construyó entre 1270 y 1274, pero no fue hasta 1324 cuando se trasladó el cabildo diocesano. La catedral es de estilo gótico, con tres naves. Los cimientos de la antigua estructura aún son visibles. En 1620, fue destruida por los otomanos. El barroco edificio actual data del obispado de Antonio Marullo (1643-1648). Alberga las reliquias del santo local y varias obras de arte trasladadas en el siglo XX desde otras iglesias de la zona, como el antiguo icono de la Virgen de Siponto, la estatua de madera policromada de factura bizantina conocida como la Virgen de los ojos bizcos o La Sipontina, y un poderoso crucifijo de madera del siglo XIII.

#### Iglesia de San Francisco
Una de las iglesias más antiguas de la ciudad está dedicada a San Francisco. Fue construida a instancias del arzobispo Pedro II en 1348, quien se trajo a la orden de los Frailes Menores Conventuales. Como muchas otras estructuras de la ciudad, fue arrasada durante el saqueo de los turcos en 1620. Fue reconstruida en 1676 y consagrada por el arzobispo Orsini. El exterior de la iglesia es románico, el interior gótico. Se conserva un crucifijo de madera del siglo XVII, una pintura del siglo XVII (la Natividad) de los artistas Bernardo y Giulio Licinio, un epígrafe del arzobispo Orsini y otras lápidas antiguas. También hay un lienzo que representa al siervo de Dios Francesco Antonio Boccoli, fallecido en 1767 e hijo de un cónsul sipontino en Ragusa.

#### Capilla de la Magdalena
Forma parte del conjunto arquitectónico de la iglesia dominica originalmente dedicada a María Magdalena, encargada por Carlos de Anjou. La construcción de la iglesia se inició en 1294, tras la donación del soberano angevino a los frailes dominicos de un solar en el tramo costero de las murallas. Las obras se financiaron con un florín semanal. La estructura original fue destruida tras el asalto turco de 1620, pero la capilla, tal vez por un azar fortuito, se preservó de la destrucción permaneciendo oculta durante siglos. El 15 de noviembre de 1895, durante unas obras ordinarias de renovación, salió a la luz con sus frescos que representan a San Nicolás, Santo Domingo, el árbol de Jesé con el linaje de David, Magdalena en el acto de la deposición de Cristo.

#### Basílica de Santa María la Mayor de Siponto
Erigida en las inmediaciones de una iglesia paleocristiana preexistente (a su vez remodelación de un templo pagano clásico), la iglesia está atestiguada a partir de 1117 y fue catedral de Siponto hasta 1323. Se presenta como un edificio de planta cuadrada de estilo románico de Apulia, construido sobre una cripta cuya estructura reproduce. Por razones de seguridad, los principales muebles sagrados, incluido el icono de la Virgen de Siponto y la estatua de la Virgen negra con los ojos bizcos, se conservan actualmente en la catedral de la ciudad. En 1977, se erigió en basílica menor.

#### Basílica paleocristiana de Siponto
Algunas hipótesis atribuyen la construcción original de la basílica (siglos IV-VI) al obispo Félix I, que se levantó en un lugar ocupado anteriormente por un edificio público de tiempos de Augusto; otras fuentes atribuyen la construcción o ampliación de la basílica propiamente dicha al propio obispo Lorenzo Maiorano, santo y protector de la ciudad de Manfredonia. Sobre los restos, una estructura metálica actual reconstruye la antigua basílica, que es un edificio de planta en cruz latina y tres naves; el pavimento presenta mosaicos policromados restaurados recientemente, y a trasladar a la basílica medieval de Santa María Mayor. Los hipogeos de Capparelli, situados a poca distancia de la actual basílica, también se remontan a la época paleocristiana. En 2017 la remodelación del yacimiento arqueológico de Siponto, la reconstrucción artística de la basílica paleocristiana y la restauración de la basílica de Santa María di Siponto, obtuvo el Premio Riccardo Francovich de la Sociedad de Arqueólogos Medievales Italianos.

#### Abadía de San Leonardo en Lama Volara
Fundada en el siglo XII, en Lama Volara, a 10 km de Manfredonia, se compone de una iglesia del siglo XI de estilo románico apulense con influencias bizantinas, y de los restos de la abadía y el hospital, que durante siglos cumplieron la función de lugar de descanso para los peregrinos que recorrían la Via Sacra Longobardorum en dirección al santuario de San Miguel Arcángel, en las laderas del Gargano. Tanto la portada como el exterior conservan esculturas y bajorrelieves que representan episodios bíblicos y escenas propias de la mística medieval.

## Evolución demográfica
| Gráfica de evolución demográfica de Manfredonia entre 1861 y 2001 |
|                                                                   |
| Fuente ISTAT - elaboración gráfica de Wikipedia                   |